# ヘイス・アラン・ジェンキンス
ヘイス・アラン・ジェンキンス（Hayes Alan Jenkins、1933年3月23日 - ）は、アメリカ合衆国出身の男性フィギュアスケート選手。コルティナダンペッツォオリンピック男子シングル金メダリスト。1953年、1954年、1955年、1956年世界フィギュアスケート選手権チャンピオン。

## 経歴
- 1953年より1956年まで世界選手権ならびに全米フィギュアスケート選手権4連覇。
- 1956年のコルティナダンペッツォオリンピックで金メダル獲得。
- 1960年のスコーバレーオリンピック女子シングル金メダリストのキャロル・ヘイスと結婚。同オリンピック男子シングル金メダリストのデヴィッド・ジェンキンスは4歳年下の実弟。
- 1976年世界フィギュアスケート殿堂入り。

## 主な戦績
| 大会/年      | 1948-49 | 1949-50 | 1950-51 | 1951-52 | 1952-53 | 1953-54 | 1954-55 | 1955-56 |
| ------------ | ------- | ------- | ------- | ------- | ------- | ------- | ------- | ------- |
| オリンピック |         |         |         | 4       |         |         |         | 1       |
| 世界選手権   | 6       | 3       | 4       | 3       | 1       | 1       | 1       | 1       |
| 全米選手権   | 3       | 2       | 3       | 3       | 1       | 1       | 1       | 1       |